# Baronía de Castro
La Baronía de Castro fue una jurisdicción señorial creada por el rey Jaime I el Conquistador para donarla a su hijo ilegítimo, Fernán Sánchez de Castro, fruto de su relación extramatrimonial con la noble dama Blanca de Antillón.
Los principales territorios de la Baronía de Castro en sus comienzos fueron el poblado de Castro (Huesca), cabeza del Señorío, integrado en al actual municipio de La Puebla de Castro, la villa de Estadilla, la villa de Pomar y su castillo, hoy destruido, la villa de Olvena y la villa de Artasona de Cinca.
La "Baronía de Castro" nunca ha existido como título nobiliario.

## Lista de barones de Castro

### Barones de Castro
- Fernán Sánchez de Castro (1250-1275) (hijo ilegítimo de Jaime I el Conquistador y asesinado por orden de su hermanastro el infante Pedro, futuro Pedro III el Grande de Aragón, en el año 1275. Recibió la baronía de Castro en el año 1250.
- Felipe I Fernández de Castro (1275-1301), hijo del anterior.
- Felipe II Fernández de Castro (1301-1328), hijo del anterior.
- Felipe III de Castro (1328-1354), hijo del anterior.
- Felipe IV de Castro (1354-1371), hijo del anterior.
- Aldonza de Castro, administradora de la baronía de Castro, hermana del anterior.

### Barones de Castro-Pinós
- Pedro Galcerán I de Pinós (1371-1418), hijo de Aldonza de Castro y sobrino de Felipe IV de Castro.
- Felipe V Galcerán de Castro-Pinós y de Tramaced, el Barbudo (1418-1461), hijo del anterior. Contrajo matrimonio con Magdalena de Anglesola, hija de Hugo II de Anglesola, señor de Miralcamp.
- Felipe VI Galcerán de Castro-Pinós (1461-1464) el Bueno, hijo del anterior.
- Felipe VII Galcerán de Castro-Pinós (1464-1509) el Póstumo, hijo del anterior.
- Pedro Galcerán II de Castro-Pinós (1509-1528), hijo del anterior.
- Juana de Castro-Pinós, hija del anterior, contrajo matrimonio con Berenguer Arnau III de Cervellón

### Barones de Cervelló de Castro-Pinós
- Berenguer Arnau I Cervelló de Castro-Pinós (1528-1560) (bisnieto de Pedro Galcerán II de Castro-Pinós)
- Berenguer Arnau II de Cervelló-Castro (1560-1574), hijo del anterior.
- Berenguer Arnau III de Cervelló-Castro (1574-1588), hijo del anterior.
- Felipe VIII de Cervelló-Castro (1588-1590), hermana del anterior.
- Estefanía I de Cervelló-Castro (1590-¿?) hermana del anterior.
- Margarita I de Alagón-Espés y de Cervelló-Castro (¿?-1624), hija del anterior.
- La baronía de Castro pasó a pertenecer a la familia Moncada, ya que Margarita contrajo matrimonio con Francisco de Moncada y Moncada, marqués de Aitona